# 歯を抜く男
『歯を抜く男』（はをぬくおとこ、仏: L'Arracheur de dents、英: The Tooth Puller）は、オランダ黄金時代の画家ヘラルト・ドウが1630-1635年に板上に油彩で制作した絵画である。1683-1709年の間にフランス王ルイ14世のコレクションに入り、1797年にはヴェルサイユ宮殿に所蔵されていた。作品は現在、パリのルーヴル美術館に所蔵されている。

## 作品
ヘラルト・ドウは、入念な仕上がりの小画面の風俗画を多数描いた。本作は彼が1628-1631年に師事したレンブラント特有のキアロスクーロの影響を受けており、画面左半分は丸みのある小さな窓に明るく照らされ、もう半分はほぼ暗闇である。背景には多様な器、リュート、髑髏が載せられた棚があり、いずれもドウの静物画家としての優れた技量を示している。

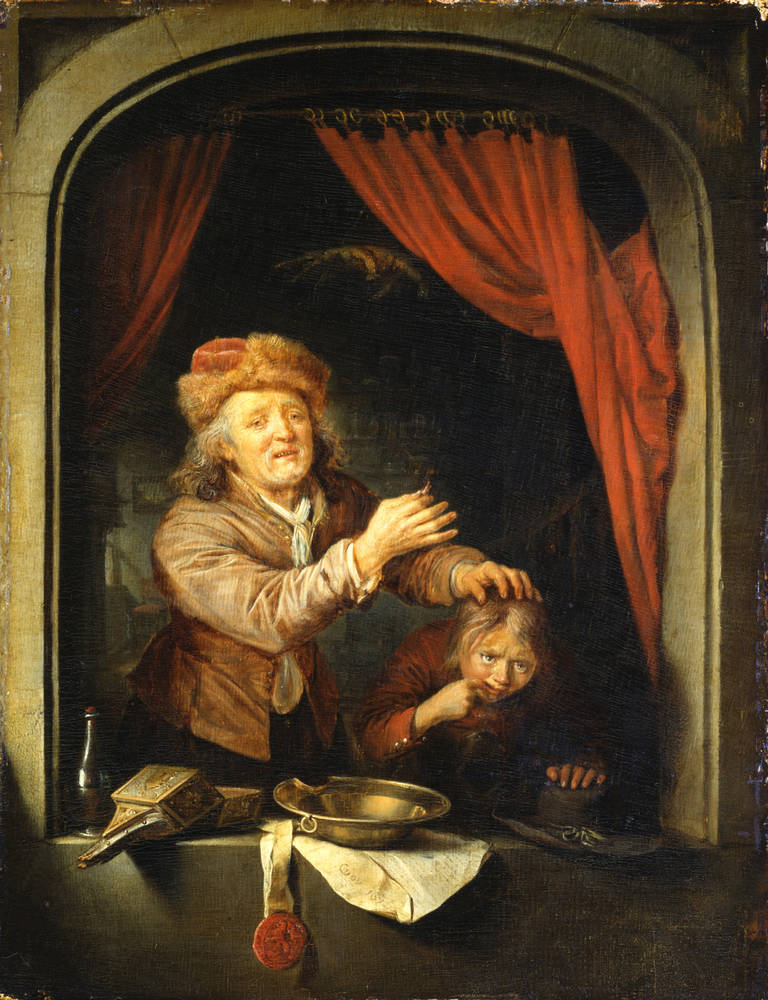
ヘラルト・ドウ『歯医者』(1672年)、アルテ・マイスター絵画館、ドレスデン

画中では、鎮痛剤のない当時の方法で男が歯を抜いてもらっている。背景にある事物から、この場所は床屋、接骨医、錬金術師、あるいはガラス吹き職人の家であることがわかる。彼らの誰であれ、その経験的で限定された知識による歯科手術では感染症について有効な手段を講ずることなどまったく期待できない。「医者」の役をしている男は、施療には向いていない毛皮の袖がついた麗々しい服を着ている。一方、身体を強張らせている患者は前に卵の籠と麦わら帽子があることから、市場に向かう農民であるに違いない。彼は苦痛のために拳を握りしめ、片足を突き出して踏ん張っている。
こうした2人の人物が出会うことはありそうにないが、ドウは個々の人間よりも類型を表現しているのである。おそらく、この絵画の中で非難されているのは、あらゆる領域における詐欺師であり、科学的知識が増大した当時でさえ、いい加減な民衆的知識が根強くあったことを想起させる。ドウは、本作以外にも偽歯科医を表した『歯医者』 (アルテ・マイスター絵画館、ドレスデン) を制作している。
本作は医学史および社会史の一資料となっている。作品はまた、苦痛、触覚の寓意である可能性もある。そうした寓意画は当時の画家たちの人気のジャンルであった。